# 福部駅
福部駅（ふくべえき）は、鳥取県鳥取市福部町栗谷にある西日本旅客鉄道（JR西日本）山陰本線の駅である。

## 歴史
- 1910年（明治43年）10月10日：鉄道院山陰本線岩美駅 - 鳥取駅間に塩見駅（しおみえき）として新設[1]。客貨取扱開始[1]。
- 1949年（昭和24年）3月1日：福部駅（ふくべえき）に改称[2]。
- 1961年（昭和36年）9月23日：貨物取扱廃止[3]。
- 1972年（昭和47年）2月10日：荷物扱い廃止[4]、無人駅化[5]（簡易委託駅化[6]）。
- 1987年（昭和62年）4月1日：国鉄分割民営化に伴い、西日本旅客鉄道（JR西日本）の駅となる[3]。
- 1993年（平成5年）3月頃：乗車駅証明書発行機設置、使用開始[7]。

## 駅構造
島式ホーム1面2線を有する列車交換可能な地上駅。鳥取鉄道部管理の無人駅。線路西側にある駅舎内には以前乗車駅証明書発行機が設置されていた。駅舎側からホームへは構内踏切を渡る必要がある。トイレは駅外にある。
国鉄時代にはホームに面していない線路があり、貨物列車待避等のために使用されていた時期もあった。しかし、JRとなってからは使用されなくなり、撤去された。

### のりば
| のりば | 路線     | 方向 | 行先           |
| ------ | -------- | ---- | -------------- |
| 1      | 山陰本線 | 上り | 浜坂・豊岡方面 |
| 2      | 山陰本線 | 下り | 鳥取・米子方面 |

※2017年3月時点でホームにのりば番号標が整備されており、列車運転指令上の番線番号同様、駅舎側（上り）を1番のりばとしている。隣の鳥取駅とは11.2kmで、山陰本線では最も長い（新幹線を除いた、都道府県庁所在地代表駅との最長の駅間距離である）。

## 利用状況
JR西日本の移動等円滑化取組報告書によると、2023年（令和5年）度の1日平均乗降人員は108人。
「鳥取市統計要覧」によれば、近年の乗車人員の推移は以下の通り。
| 年度   | 年間 乗車人員 | 1日平均 乗車人員 |
| ------ | ------------- | ---------------- |
| 2010年 | 3.7万         | 101              |
| 2011年 | 4.0万         | 109              |
| 2012年 | 4.1万         | 112              |
| 2013年 | 3.6万         | 99               |
| 2014年 | 3.2万         | 88               |
| 2015年 | 2.8万         | 77               |
| 2016年 | 2.6万         | 71               |
| 2017年 | 3.1万         | 85               |
| 2018年 | 2.9万         | 79               |
| 2019年 | 2.8万         | 77               |
| 2020年 | 2.3万         | 63               |

## 駅周辺
- 鳥取市役所福部町総合支所（旧・福部村役場）
  - 福部郵便局
- 鳥取市立福部未来学園
- 国道9号
- 鳥取県道43号鳥取福部線
- 鳥取県道188号池谷福部停車場線
- 鳥取県道212号福部停車場線
- 鳥取砂丘-当駅ではなく、鳥取駅からのアクセスが便利[10]

## 隣の駅
西日本旅客鉄道（JR西日本）
 山陰本線
大岩駅 - 福部駅 - （滝山信号場） - 鳥取駅